# Volnovacha
Volnovacha (ukrajinsky i rusky Волноваха) je město v Doněcké oblasti na Ukrajině. Nachází se v jižní části Donbasu zhruba 60 kilometrů na jihozápad od Doněcka, správního střediska celé oblasti. V roce 2019 žilo ve Volnovaše bezmála dvaadvacet tisíc obyvatel. V roce 2022 získalo čestný titul Město-hrdina Ukrajiny.

## Historie
Dějiny osídlení zde začínají v roce 1881, kdy zde vznikla železniční stanice. O rok později byla trať dostavěna až do Mariupolu. V roce 1895 bylo postaveno nové velké nádraží, v roce 1896 zde vzniklo depo lokomotiv. V roce 1908 byla v osadě zřízena škola pro mistry výstavby železnic, první taková škola v Rusku.
V roce 1938 získala Volnovacha status města.
Od 11. října 1941 do 9. září 1943 byla obsazena vojáky německé armády. V poválečných letech se Volnovacha stala významným centrem potravinářského průmyslu a stavebnictví.
V roce 2014 se ocitla těsně mimo území kontrolované separatisty z DLR. 13. ledna 2015 se nedaleko města na checkpointu Buhas odehrál ozbrojený útok na civilisty: granát vypálený separatisty zasáhl autobus, zabil 13 lidí a 18 jich zranil. Byl to nejkrvavější samostatný útok od podepsání Minského protokolu v září 2014. Následně Ukrajina vyhlásila den smutku a držela za zemřelé minutu ticha. Po celé Ukrajině se konaly demonstrace proti Rusku, při kterých demonstranti nesli nad hlavami nápisy „Jsem Volnovacha“ jako parafrázi hesla „Je suis Charlie“.
Po vypuknutí války bylo město během bojů o Volnovachu zcela zničeno a v březnu 2022 obsazeno ruskou armádou a domobranou samozvané Doněcké lidové republiky.